# Santiago Lyon
Santiago Lyon (Madrid, 1966) es un fotógrafo estadounidense, vicepresidente y Director de Fotografía de la agencia Associated Press, y responsable del trabajo global y de cientos de fotógrafos y editores de fotografía de la misma.
Aunque nació en Madrid sus padres tenían origen estadounidense. Su padre trabajaba como periodista en Madrid. Empezó a trabajar para Associated Press en 1991 en El Cairo, aunque había trabajado previamente para la agencia EFE , United Press International y la agencia Reuters. Después estuvo trabajando para la agencia Associated Press en Madrid entre 1995 y 2003 cuando fue nombrado director de fotografía.
Su trabajo más destacado como fotógrafo ha estado centrado en la fotografía de guerra, trabajando, entre otras, en el final de la guerra civil de El Salvador, la invasión estadounidense de Panamá de 1989, la primera guerra del Golfo, las guerras yugoslavas en Croacia, Bosnia y Kosovo, la guerra civil somalí y la toma del poder de los talibanes en Afganistán.
A lo largo de su carrera ha ganado diversos premios entre los que se encuentran el premio Godó de fotoperiodismo en 1997, premios World Press Photo en los años 1998 y 1999. Trabajando como director de fotografía su agencia obtuvo el premio Pulitzer en 2005, 2007 y 2013.